# الحدود بين فرنسا وجيرزي
الحدود بين فرنسا وجيرزي هي حدود بحرية بالكامل، في بحر المانش. وهي تفصل بين الأراضي الفرنسية في البر الرئيسي عن جيرزي، التابعة للتاج البريطاني وأكبر جزر القنال.

## تاريخ
كانت الحدود موضوع نزاعات، لا سيما حول ملكية الشعاب المرجانية غير المأهولة في إيكرهو ومينكييه، مما أدى إلى صدور حكم من محكمة العدل الدولية في عام 1951.
حتى أواخر القرن العشرين، لم تكن هناك حدود ثابتة بين المياه الفرنسية وحدود جيرزي في خليج جرانفيل. تم تحديد حدود الصيد فقط، ولا سيما بموجب اتفاق بين الحكومتين الفرنسية والبريطانية في 10 يوليو 1992 فيما يتعلق بعلاقات الجوار فيما يتعلق بأنشطة الصيادين بالقرب من جزر القنال والساحل الفرنسي لشبه جزيرة كوتنتين.
خلال خروج بريطانيا من الاتحاد الأوروبي في عام 2021، عادت التوترات إلى الظهور حول القضايا المتعلقة بصيد الأسماك.

## خط الحدود
ويشكل خط الحدود حلقة واسعة تمتد من الشرق على الطرف الجنوبي من خط ترسيم قطاعات الصيد بين كوتينتين وآلدرني (المملكة المتحدة) الذي حددته الاتفاقية الفرنسية البريطانية المؤرخة في 10 يوليو 1992 والتي سبق ذكرها، ومن الغرب، على الطرف الجنوبي الشرقي من الخط الحدودي بين هضاب روش دوفر وبارنويك والذي تم تحديده أيضًا بموجب اتفاق 10 يوليو 1992.
إلى الشرق، ينحدر خط ترسيم الحدود البحرية نحو الجنوب متبعًا الخط الساحلي لمقاطعة منش على مبدأ تساوي المسافة، متجاوزًا جزر ديروي وإكرهاوس، ثم يمر بين هضبة مينكييه وجزر تشوسي. ثم يلتف حول هضبة مينكويرز من الجنوب، ثم يتجه شمالًا متجهًا نحو الجنوب الغربي من غيرنسي.
يتكون خط ترسيم الحدود من أقواس خطية تربط بين أربع عشرة نقطة محددة بالإحداثيات الجغرافية المعبر عنها في النظام المرجعي الجيوديسي الأوروبي (ETRS89):
- g1 : 49° 27' .63" N, 2° 5' .85" W - النقطة الثلاثية مع غيرنسي
- j1 : 49° 21' .88" N, 1° 59' .55" W
- j2 : 49° 19' .00" N, 1° 53' .50" W
- j3 : 49° 15' .05" N, 1° 50' .00" W
- j4 : 49° 11' .00" N, 1° 50' .00" W
- j5 : 49° 03' .95" N, 1° 51' .55" W
- j6 : 48° 57' .88" N, 1° 56' .57" W
- j7 : 48° 56' .50" N, 1° 59' .00" W
- j8 : 48° 53' .00" N, 1° 59' .00" W
- j9 : 48° 52' .33" N, 2° 05' .00" W
- j10 : 48° 52' .33" N, 2° 14' .50" W
- j11 : 48° 55' .67" N, 2° 31' .52" W
- j12 : 49° 03' .57" N, 2° 31' .52" W
- g15 : 49° 13' .25" N, 2° 33' .55" W - النقطة الثلاثية مع غيرنسي